# Jnana Yoga
Jnana Yoga (Sanskrit, m., ज्ञानयोग, jñānayoga, Yoga des Wissens), auch Jnanamarga, „Weg des Wissens“ genannt, ist das Streben nach Erkenntnis der letzten Wahrheit, um Erlösung (Moksha) vom Kreislauf der Wiedergeburten zu erlangen. Nach hinduistischem Verständnis ist die Wurzel von allem Übel Avidya, das „Nichtwissen“, und dieses wiederum die Ursache für die Wiedergeburt. Nicht theoretische Gelehrsamkeit und Anhäufung von Einzelwissen ist das Ziel, sondern Weisheit. Das Mahabharata beschreibt den Unterschied bildlich: „Wer nicht erkennt, sondern nur vieles gehört hat, kann den Sinn der Schriften nicht verstehen, so wie ein Löffel nichts vom Geschmack der Suppe weiß“ (MB.II,55,1)
Nach dem Advaita, einer der populärsten Richtungen hinduistischer Philosophie, ist dieses Wissen stets vorhanden, es braucht daher nicht erworben, sondern nur ins Bewusstsein gerückt zu werden. 
Das Wort Jnana, „Erkenntnis“, ist verwandt mit dem griechischen Begriff Gnosis mit derselben Bedeutung. 

## Praxis
Im Idealfall unterteilt sich die Praxis eines Jnana-Yogis in drei – sich in Zyklen abwechselnde – Phasen:
- Shravana bedeutet zuhören und meint Unterricht im Beisein (Satsang) eines Lehrers (Guru), der dem Schüler das wesentliche Verständnis auf individuelle Weise näher bringt.
- Manana bedeutet Reflexion und dient der Verinnerlichung des aufgenommenen Wissens.
- Nididhyasana bedeutet ernsthafte anhaltende Meditation. Das soll dem Schüler ein praktisches Verständnis geben und ihn zur Erkenntnis führen.

## Die Mittel
Das Vorgehen des Schülers, das zu seiner Erlösung führt, wird durch die „vier Mittel der Erlösung“ (Sadhana Chatushtaya), die aufeinander aufbauen, beschrieben.
- Viveka -- Unterscheidung zwischen Realität – das, was unveränderlich ist – (Brahman) und Illusion – das, was vergänglich ist – (Maya).
- Vairagya -- Abneigung gegenüber weltlichen Dingen (u. a. Überwindung niederer Triebe), Loslösung von dem, was als vergänglich erkannt wurde.
- Shad-sampat -- Die sechs Tugenden: Shama (Geisteskontrolle), Dama (Sinneskontrolle), Uparati (Entsagung von schädlichen Handlungen), Titiksha (Ausdauer), Shraddha (Glaube), Samadhana (innere Sammlung, Eins-Gerichtetheit des Geistes) – helfen dabei, Loslösung und Unterscheidung zu erreichen.
- Mumukshutva -- der intensive Wunsch zur Befreiung und Erkenntnis ist die treibende Kraft. Es ist der letzte Wunsch, der alle anderen Wünsche ersetzt, aber letztlich auch aufgegeben werden muss, um Befreiung zu erreichen.

Die Wahrheit wird durch die vier Mahavakyas (große Sprüche, die die Quintessenz der Upanishaden sind) ausgedrückt:
1. Tat tvam asi -- Du bist DAS – Brahman – die Realität. (Chandogya-Upanishad 6.8.7, Samaveda, Kaivalya-Upanishad)
2. Aham brahmasmi -- Ich bin Brahman (Brihadaranyaka Upanishad 1.4.10, Yajurveda, Mahanarayana-Upanishad)
3. Ayam atma brahma -- Das individuelle Selbst (Atman) und die Weltseele (Brahman) sind eins (Mandukya-Upanishad 1.2, Atharvaveda)
4. Prajnanam brahman -- Bewusstsein ist Brahman (Aitareya-Upanishad 3.3, des Rigveda)

Ein weiteres Mittel des Jnana Yoga ist Neti, neti (Na iti, na iti), was so viel heißt wie Nicht das, nicht dies. Alles, was benannt oder durch den Intellekt verstanden werden kann, ist per Definition nicht Brahman, da dieses nie Objekt, sondern immer nur Subjekt sein kann. Wenn alle Bewusstseinsobjekte ausgeschlossen wurden, bleibt nur noch das übrig, das nicht benannt werden kann – die unveränderliche Wahrheit, das Brahman.
In der Bhagavad Gita wird Jnana-Yoga beschrieben und im Vergleich zu Bhakti, der liebenden Hingabe an Gott, als schwieriger bezeichnet. Die Bhagavadgita preist besonders den Weg der Tat (Karma-Yoga), doch auch ein Mensch, der dem Weg des Jnana Yoga folgt, kann letztlich zum gleichen Ziel gelangen, sagt Krishna zu Arjuna.
Die anderen Yogawege sind: Bhakti Yoga (Yoga der Hingabe) und Karma-Yoga (Erlösung durch Taten ohne Anhaftung). Als vierter Weg wird oft noch Raja Yoga („Königsyoga“, Meditation und Versenkung) hinzugefügt. Unter dem Gesichtspunkt des Jnana Yoga werden diese anderen Wege als vorbereitend angesehen, da der Geist für die höchste Erkenntnis erst entsprechend gereinigt werden muss. Dadurch unterscheidet sich auch der klassische Advaita vom Neoadvaita der aktuellen Satsangbewegung. Dagegen gelten den Anhängern des Bhakti-Weges alle anderen Wege als Vorbereitung und Karmayogis sehen ihren Weg als den sinnvollsten an.